# Amnosia petronia
Amnosia petronia är en fjärilsart som beskrevs av Hans Fruhstorfer 1908. Amnosia petronia ingår i släktet Amnosia och familjen praktfjärilar. Inga underarter finns listade i Catalogue of Life.